# Leechburg
Leechburg è una borough degli Stati Uniti d'America, nella contea di Armstrong nello Stato della Pennsylvania. Secondo il censimento del 2000 la popolazione è di 2 386 abitanti.

## Società

### Evoluzione demografica
La composizione etnica vede una prevalenza di quella bianca (97,53%), seguita da quella afroamericana (1,26%), dati del 2000.
| borough di Leechburg Popolazione |       |
| 2000                             | 2.386 |
| Stima al 01-07-07                | 2.223 |